# Winnetou în Valea Morții
Winnetou în Valea Morții (titlul original: în germană Winnetou und Shatterhand im Tal der Toten) este un film western coproducție west-german–iugoslavo–italian, realizat în 1968 de regizorul Harald Reinl, după romanele scriitorului Karl May, protagoniști fiind actorii Pierre Brice, Lex Barker, Rik Battaglia și Karin Dor. 

## Distribuție
- Pierre Brice – Winnetou
- Lex Barker – Old Shatterhand
- Rik Battaglia – Murdock
- Karin Dor – Mabel Kingsley
- Ralf Wolter – Sam Hawkens
- Clarke Reynolds – locotenentul Cummings
- Kurt Waitzmann – colonelul Bergson
- Heinz Welzel – Richter
- Branco Špoljar – maiorul Cranfield
- Vladimir Medar – șeriful
- Wojo Govedariza – Bizonul Roșu (Roter Büffel)
- Eddi Arent – lordul Castlepool

## Literatură
- May, Karl, Winnetou în Valea Morții, București, 2006: Editura Corint Junior, 310 pag.;